# Квинт Аквилий Нигер
Квинт Аквилий Нигер (на латински: Quintus Aquilius Niger) e сенатор на Римската империя през 1 и 2 век.
През 117 г. той е консул заедно с Марк Ребил Апрониан. След това е проконсул на Сицилия.